# Saint-Jean-le-Blanc (Loiret)
Saint-Jean-le-Blanc je francouzská obec v departementu Loiret v regionu Centre-Val de Loire. V roce 2012 zde žilo 8 099 obyvatel. Je centrem kantonu Saint-Jean-le-Blanc. Obec je součástí aglomerace města Orléans. Obec leží na levém břehu řeky Loire.

## Sousední obce
Orléans, Saint-Cyr-en-Val, Saint-Denis-en-Val, Saint-Jean-de-Braye

## Vývoj počtu obyvatel
Počet obyvatel